# Pangrapta xylochroma
Pangrapta xylochroma är en fjärilsart som beskrevs av Walker 1858. Pangrapta xylochroma ingår i släktet Pangrapta och familjen nattflyn. Inga underarter finns listade i Catalogue of Life.